# 旭硝子財団
公益財団法人旭硝子財団（あさひがらすざいだん、英: The Asahi Glass Foundation）は、旭硝子株式会社（現・AGC）の創業25周年（1932年）を記念して、その翌年の1933年に設立された財団法人である。その目的は人類が真の豊かさを享受できる社会および文明の創造に寄与することである。
主な事業は、以下の通り。
- 研究助成事業： 大学等の研究者を対象とし、公募選考方式により、奨学寄附金として研究費を支給する。
- 顕彰事業： 地球国際環境賞であるブループラネット賞の選考と授賞を行う。
- その他環境関連活動(環境危機時計の公表など)、講演会開催、出版等。

2009年12月に公益性の認定を受け、公益財団法人に移行した。

## 基本財産および事業規模
- 平成23年度末資産総額 279億円
- 平成24年度事業予算 7.61億円 (事業資金は資産の運用益により賄われる)